# Distretto di Nowy Sącz
Il distretto di Nowy Sącz (in polacco powiat nowosądecki) è un distretto polacco appartenente al voivodato della Piccola Polonia.

## Geografia antropica

### Suddivisioni amministrative
Il distretto comprende 16 comuni.
- Comuni urbani: Grybów
- Comuni urbano-rurali: Krynica-Zdrój, Muszyna, Piwniczna-Zdrój, Stary Sącz
- Comuni rurali: Chełmiec, Gródek nad Dunajcem, Grybów, Kamionka Wielka, Korzenna, Łabowa, Łącko, Łososina Dolna, Nawojowa, Podegrodzie, Rytro